# البرواقية
البرواقية، مدينة وبلدية تابعة لدائرة البرواقية بولاية المدية الجزائرية. وهي مدينة يسكنها حوالي 60000 ألف نسمة (2008) وتعتبر قطب صناعي مهم وأهم مصانعها وحدة إنتاج المضخات والعتاد الفلاحي (poval) وكذلك شركة كهرباء برواقية (SKB). وفيها أشهر السجون الجزائرية المعروف باسم الزمالة والذي شيده المستعمر الفرنسي على أرض فلاحية سنة 1879 وتعتبر مدينة ذات طابع فلاحي رعوي تشتهر بزاعة الكروم والكرز على محور بن شكاو وإنتاج الفلين (يعرف محليا باسم الفرنان).

## التسمية
مدينة البرواقية يشتق اسمها من نبتة البرواق المتواجدة في المدينة ومحيطها بكثرة، وهي أكبر دوائر ولاية المدية وتبعد عن العاصمة الجزائر بحولي 98 كم تقع على الطريق الوطني رقم واحد، وكانت تعرف قديما في عهد الرومان تاناراموزا كاسترا وعرفت كذالك باسم ترينيدادي

## جغرافيا

### تضاريس
تحتوي التضاريس ضمن03 كم من البرواقية على اختلافات كبيرة جدًا في الارتفاع، حيث يبلغ الحد الأقصى لتغير الارتفاع 1200 قدم ومتوسط الارتفاع فوق مستوى سطح البحر 3000 قدم. في حدود 16 كيلومترًا، توجد اختلافات كبيرة جدًا في الارتفاع (773 مترًا). في حدود 80 كيلومترًا، توجد اختلافات كبيرة في الارتفاع (1815 مترًا).
المنطقة الواقعة ضمن دائرة نصف قطرها 3 كيلومترات من البرواقية مغطاة بالأراضي المزروعة (51%) والنباتات المتناثرة (23%) والمسطحات الاصطناعية (14%)، وفي دائرة نصف قطرها 16 كيلومترًا الأراضي المزروعة (64%) والمراعي (12%). ) وضمن دائرة نصف قطرها 80 كيلومترًا من الأراضي المزروعة (37٪) والنباتات المتناثرة (28٪).

## تاريخ

### تاريخ قديم
خلال العصر الروماني، كانت برواقية مدينة نوميدية صغيرة تسمى ثاناراموسا TIRINADI. تقع هذه المدينة على موقع استراتيجي مزدوج على الطريق/الحدود (ليمز). أدى هذا الوضع المزدوج إلى اهتمام الأباطرة الرومان بهذه المدن بشكل أكبر وهكذا، بين عامي 122 و 124، عزز أحدهم مدينة ثاناراموسا بمعسكر من الجنود القدامى أخذ هذا اسم ثاناراموسا كاسترا.

## الإدارة
تم إنشاء البرواقية كمركز سكاني بموجب مرسوم صادر في 03 مارس 1860، وفي 27 يناير 1869 ارتقت لبلدية كاملة الصلاحيات ثم أصبحت تابعة لعمالة المدية في عام 1956.
أما بخصوص البلدية مختلطة فأُنشئت بموجب مرسوم حكومي بتاريخ 01 يونيو 1875 (مناطق منفصلة عن بلدية الجزائر الأصلية)؛ تمت زيادتها بستة دوارات (بلديات مشتتة عن بلدية المدية الأصلية) وأخذت اسم بن تشيكاو بموجب مرسوم صادر في 14 ديسمبر 1877.
ثم أنشأت جماعة البرواقية المختلطة الجديدة بموجب مرسوم صادر في 25 أغسطس 1880 من الأراضي المنفصلة عن جماعة الجزائر الأصلية وفي 21 ديسمبر 1950 تم إلغاؤها.

## النسيج العمراني

### أهم أحيائها
- حي أول نوفمبر 1954 (ديماز)
- حي 800 مسكن
- حي حنطابلي
- حي الزمالة
- حي 18 فيفري
- حي جدي
- حي محمدي
- حي المحطة
- حي 400 مسكن
- القرية الفلاحية سي بوبكر
- حي واد القلات
- عين العقبة
- القرية الفلاحية عين عمران-
- حي ذراع السوق أين يقع مسكن الشهيد والمناضل بن يوسف بن خدة.
- -حي الدردارة.
- حي الجبل.
- حي السلام.
- حي الشرفة.
- حي الوفاء.
- حي ديار الشمس.

### أهم مداشرها
- أولاد فرقان
- أولاد بن عفو
- شراطة
- المواسمية
- الروايسية
- أولاد علي
- أولاد ملال
- بن علواش
- القويعة
- عريوة

## الأعلام
وهي كذلك مسقط رأس أول رئيس حكومة انتقالية ورئيس حزب الأمة السيد يوسف بن خدة وعدة شخصيات أهمها الموسيقار شريف قرطبي صاحب رائعة من أجلك يا وطني والكاتب علي بومهدي وفيها انفجرت الموهبة المسرحية والفكاهية الحسن الحسني والمسرحي دحمان قرنينة وتعتبر مدينة البرواقية منطقة ثورية حيث قامت هناك عدة معارك ضد المستعمر الفرنسي بـجبل صباح وجبل موقورنو وبـأولاد بوعشرة أين استشهد الرائد سي أمحمد بوقرة بعد تكبيد العدو خسائر فاذحة في الأرواح والعتاد حيث تم إسقاط طائرة للعدو. وتشتهر مدينة البرواقية بـحمام الصالحين المعدني الذي شيده الأتراك إبان الحكم العثماني للجزائر ويستمد مياهه من جبل صباح الشهير ببركانه الخامد وتعالج مياهه عدة أمراض منها البثور والطفح الجلدي وأمراض الروماتيزم والمفاصل والعقم.

## معرض الصور

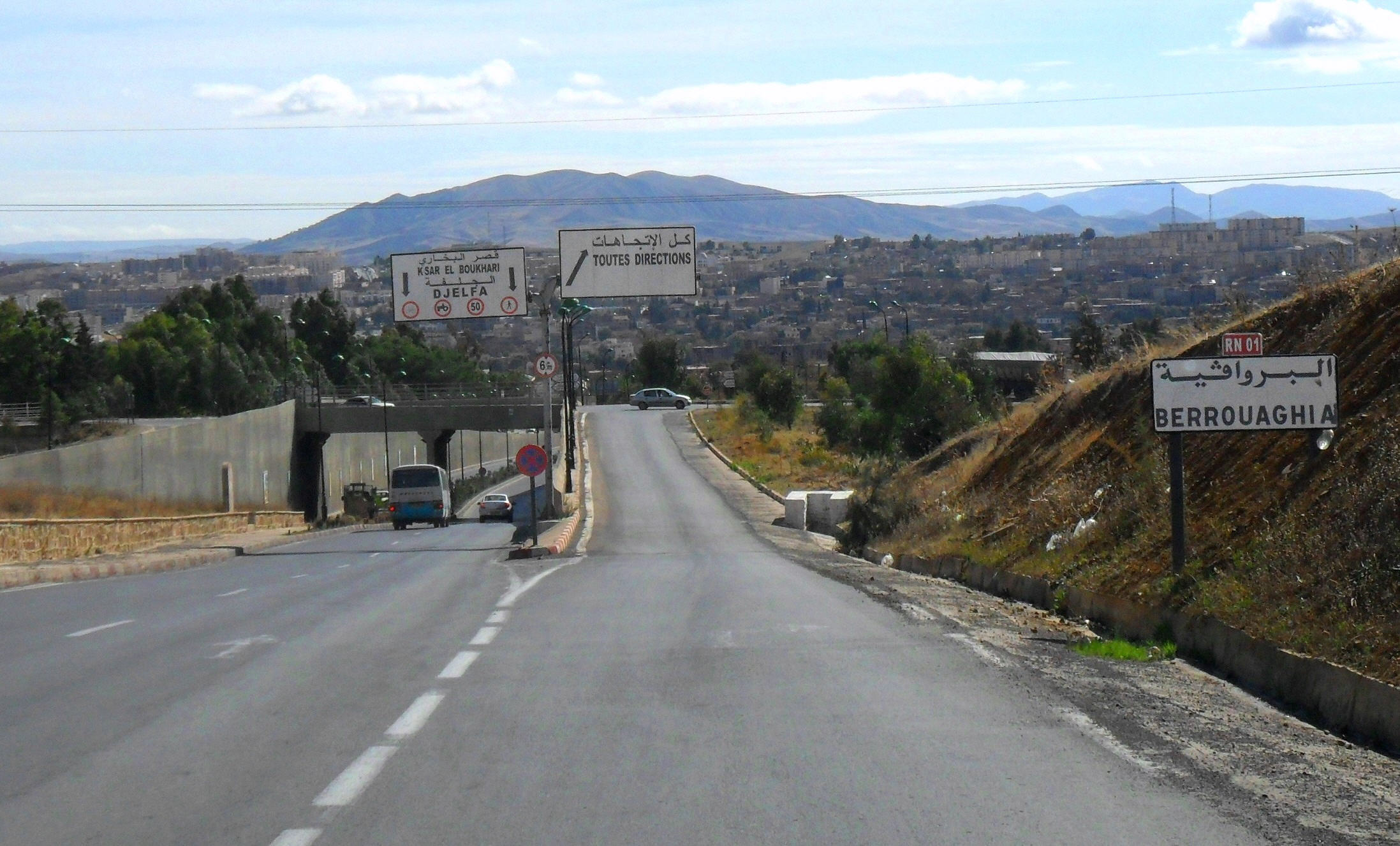
مشارف المدينة
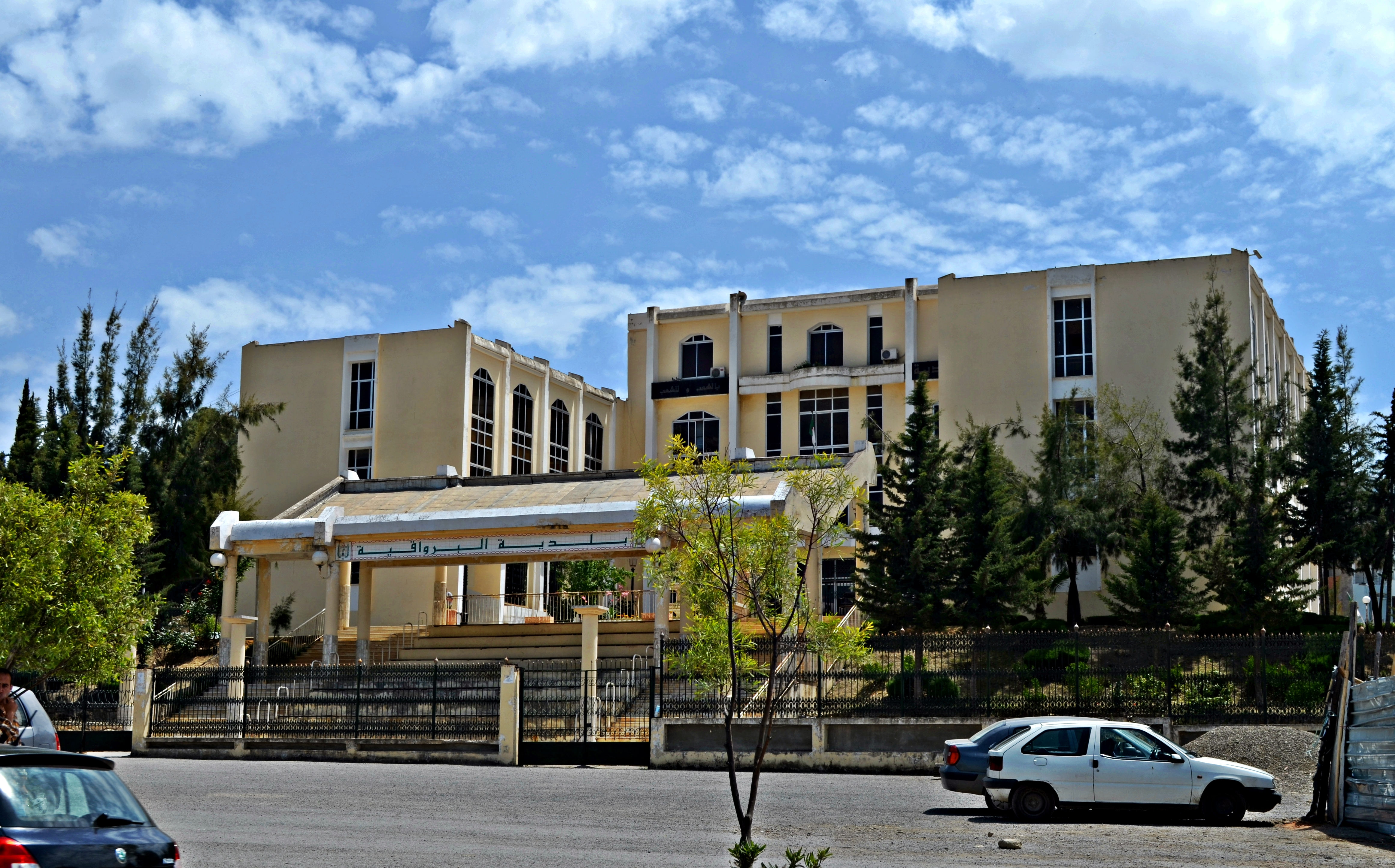
مبنى البلدية
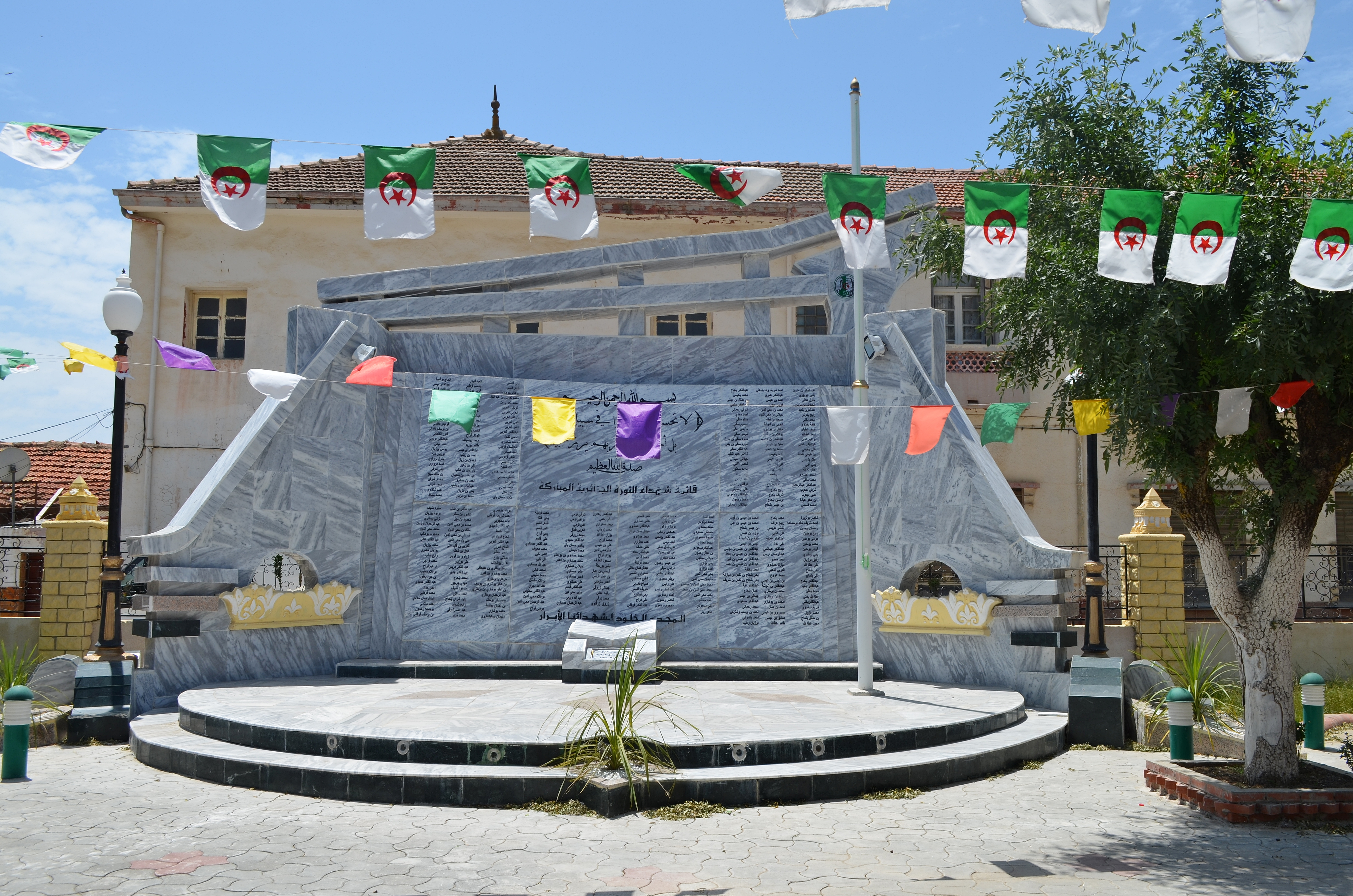
نصب تذكاري لشهداء المدينة أثناء الثورة الجزائرية
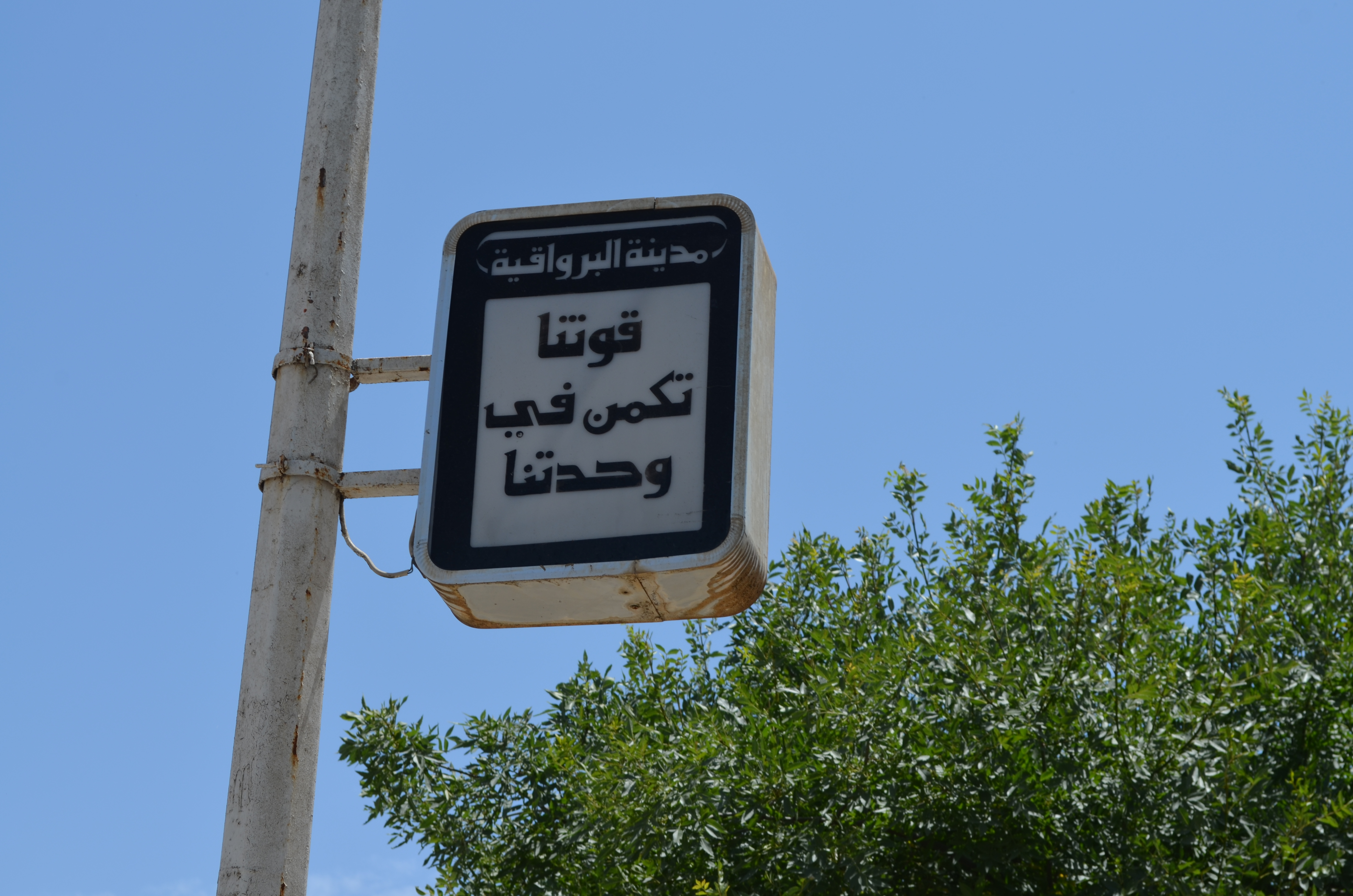
لافتة